# Hammadi Dridi
Hammadi Dridi (* 10. Juni 1943) ist ein ehemaliger tunesischer Radrennfahrer und nationaler Meister im Radsport.

## Sportliche Laufbahn
1963 gewann er die nationale Meisterschaft im Straßenrennen vor Ahmed Brika. 1964 und 1965 konnte er den Titel erfolgreich verteidigen. 1967 und 1969 siegte er erneut in den Meisterschaftsrennen. 1966, 1968 und 1971 wurde er jeweils Vize-Meister im Straßenrennen. 1970 gewann er die Bronzemedaille. 1961 siegte er im Einzelzeitfahren in Tunis.
1962 startete er in der Internationalen Friedensfahrt, schied jedoch vorzeitig aus dem Rennen aus.